# Туарезьке повстання (2012)
Туарезьке повстання 2012 року — збройний конфлікт за незалежність від уряду Малі терену Сахари — області Азавад, на чолі з Національним рухом за звільнення Азаваду (MNLA). MNLA була утворена колишніми повстанцями, значна кількість з яких воювали на боці Каддафі у Лівійській громадянській війні.
22 березня Президент Малі Амаду Тумані Туре був усунений від влади в результаті державного перевороту через нездатність придушити повстання туарегів. Повсталі солдати, під прапором Національного комітету з Відновлення демократії і держави (CNRDR) призупинив конституцію Малі. Скориставшись нестабільністю після перевороту, три найбільші північні міста — Кідалі, Гао і Тімбукту. Ісламістське угруповання Ансар Дайн також захопило певний терен Малі. 5 квітня, після захоплення Дуентца, MNLA проголосила, що вона виконала свої завдання і припинила свій наступ. На наступний день, вона проголосила незалежність Азаваду від Малі. 26 травня MNLA і Ансар Дайн заявили, що вони підписали договір, про об'єднання захоплених теренів і створення ісламської держави.

## Передісторія
Після невдалих повстань 1990–1995 і 2007–2009 років в північних районах Нігера і Малі багато туарезьких повстанців емігрували в Лівію, де увійшли до складу лівійської армії. В результаті репресій туарегів з боку прихильників ПНС частина служивших в лівійській армії туарегів повернулася до Північного Малі і сприяла створенню єдиної організації туарегів.
Національний рух визволення Азаваду було створено в жовтні 2011 в результаті злиття кількох груп, таких як Рух туарегів Північного Малі. Рух виступає за звільнення всіх народів Азавада — сонгай, арабів, фульбе і туарегів.

## Хронологія подій
У січні 2012 MNLA підняло повстання у Малійському Азаваді. Його озброєнню сприяло приплив зброї, призначеної для повстанців у Лівії. Крім того, повстанці були озброєні залишками зброї від попередніх повстань туарегів в Азаваді і навіть отриманим з армії Малі через дезертирувавших арабських і туарезьких військовослужбовців.
В кінці січня 2012 MNLA оголосила про те, що його бійці збили МіГ-21 ВПС Малі за допомогою ПЗРК, поставленого НАТО прихильникам ПНС в Лівії. У січні повстанці звільнили три області Північного Малі від контролю уряду Малі і оголосили про намір добиватися незалежності Азавада. Бійці MNLA атакували населені пункти Андерамбукане, Менака, Тессаліт, Н'яфунке і Агуелхок. До 1 лютого вони оголосили про взяття Менаку і своєму контролі над низкою північних регіонів Малі, а також про відкриття фронту в районі населеного пункту Лере.
4 лютого бійці MNLA атакували гарнізон міста Кідаль з метою захоплення міста і двох військових баз армії Малі на його території. 8 січня бійці MNLA зачистили від малійскіх військ місто Тінзауатен, центр повстання туарегів 2007—2009 років; були захоплені дві військові бази зі зброєю.
4 березня повстанці штурмували місто Тессаліт, проте напад урядовим воякам вдалося відбити. Другий штурм Тессаліту відбувся 11 березня. У штурмі взяли участь близько 600 бойовиків. Урядові вояки що обороняли місто були змушені відступити до кордону з Алжиром. Повстанці продовжували наступ, і 14 березня увійшли в місто без бою і далі рушили на Тімбукту.
Після військового перевороту 22 березня в Малі MNLA ще більше активізувала свої дії, взяв під контроль ключове місто Гао, історичну столицю Азавада Тімбукту і всю територію малійського Азавада, оголосив про одностороннє припинення вогню в зв'язку з досягненням мети і 6 квітня проголосили Незалежну Державу Азавад.Виконавчий комітет MNLA звернувся з проханням визнати незалежність Азаваду.
Ситуація для уряду Малі була негативною. Туареги де-факто контролювали більшу частину півночі. Діяльність не принесла національній армії, очікуваного ефекту. Уряд найняв українців за для пілотування трьох гвинтокрилів. Урядові вояки вимагали кращої зброї, яка була необхідна для боротьби з повстанцями. Крім того, армія була незадоволена діяльністю влади, в результаті, ситуація була дуже нестабільною.

### Бунт військ і державний переворот
Увечері 21 березня в столиці Малі Бамако відбулося повстання армії і штурм президентського палацу. Причиною заколоту під командуванням капітана Амаду Саного — недостатність зусиль, за для придушення повстання туарегів. Незадовго до заколоту відбулися переговори повстанців з міністром оборони, але вони не дали результатів. Бій між повстанцями і елітною президентською гвардією — Червоні берети, тривав декілька годин, проте повстанці захопили президентський палац. Повстанці заарештували соратників президента Амаду Тумані Туре, в тому числі міністра закордонних справ та територіального управління, Soumeylou Boubeye Maiga і генерала Kafougouna Kone, заколотники захопили також державну штаб-квартиру телебачення, а також ключове гарнізонне місто Гао.
Вранці 22 березня на державному телебаченні було показано записи, в яких повстанський прес-секретар капітан Амаду Конаре оголосив про створення Національного комітету з відновлення демократії і держави (CNRDR), призупинення дії конституції, розпуск державних установ і введення комендантської години на невизначений термін.
Лоялісти поваленого президента, повідомили, що президента переправлено в безпечне місце, але його місцезнаходження не повідомлялось.
Одночасно повстанці MNLA оголосили про продовження бойових дій на півночі країни і використання нестабільності у країні за для загарбання нових теренів.

### Новий наступ туарегів
Після військового перевороту, малійська армія була деморалізована. Солдати залишили позиції в декількох містах. Після перевороту, 23 березня, туареги захопили Анефіс. 25 березня повстанці Ансар Дайн перерізали дороги до проурядових міст на півночі країни. У той же день бойовики Ансар Дайн і MNLA почали облогу Кідаль, стратегічного міста і столиці регіону, яке було захоплено 30 березня. Бойовики також захопили міста Ансонго і Боурем.
У відповідь на наступ туарегів, Амаду Саного попросив підтримки у міжнародної спільноти в боротьбі з повсталими номадами. Між тим, Економічне співтовариство країн Західної Африки (ЕКОВАС)зажадало відновлення влади законного президента, загрожучи дипломатичними і економічними санкціями проти малійської хунти. Капітан Саного оголосив 27 березня нову конституцію країни, 69 пунктів з неї дублювали положення попередньо конституції. Згідно з новими правилами, глава держави залишався головою Національного комітету з відновлення демократії і держави (CNRDR), Амаду Саного, який мав право змінювати прем'єра і членів уряду. CNRDR включає в себе 41 членів, у тому числі 26 військових і 15 цивільних осіб. Комітет має повноваження діяти до організації президентських і парламентських виборів. Комендантська година скасовується і відкриваються кордони країни.
31 березня відбувся штурм Гао, повстанцями MNLA, Ансар Дайн і MOJWA, які захопили військову базу і місто. Малійська армія для оборони міста використовували фронтову авіацію. 1 квітня туареги, після запеклих боїв, захопили історичне місто Тімбукту. Через бойові дії 200,000 цивільних осіб залишили свої домівки.
У зв'язку з наступом туарегів, ЕКОВАС задіяв в режимі очікування 2,000 військовослужбовців спецназу. Ці війська мали бути використані для боротьби з туарегами і відновлення конституційного ладу в Малі. Тим часом, 2 квітня ультиматум ЕКОВАС минув. За день до цього Саного проголосив відновлення конституції 1992 року, проте, ці дії було визнано недостатніми на саміті в Дакарі, 2 квітня було введено дипломатичні, економічні та фінансові санкції.
Речник MLNA Mossa Ag Attaher, оголосив про перемогу, припиненні військового наступу і зосередженні на зусиллях по підтримці і зміцненню влади на захоплених територіях. У той же час Ансар Дайн, почали запроваджування законів шаріату.
2 квітня MNLA перекрило дорогу в місто Дуентца на півдні Малі. Наступ на півдні створило загрозу країні і напад на столицю, проте туареги, 5 квітня припинили всі військові операції.
3 квітня збройні групи мародерів розграбували склад продуктів харчування Всесвітньої продовольчої програми в Кідалі, Гао і Томбукту. Склади були розграбовані також у інших організацій з надання допомоги та лікарні, готелі, офіси, установи і церкви. Ансар Дайн провів обшук барів на наявність алкоголю і ввели заборонену на радіостанціях західної музики.

## Наслідки

### Проголошення незалежності Азаваду
5 квітня в Гао був викрадений алжирський консул і шість дипломатів. Туарезький речник Mossa Ag Attaher засудив викрадення і заявив, що викрадачі були з Ансар Дайн, намагаються саботувати роботу туарегів. Заручники були звільнені 8 квітня. В ході боїв повстанці захопили 400 малійських вояків. В кінці повстання, MNLA заявив, що ні малійський уряду або гуманітарні організації не зацікавлені в їх долі.
6 квітня речник MNLA Mossa Ag Attaher, оголосили про незалежність Азаваду. Оголошено про демаркацію кордонів з Буркіна-Фасо, Мавританією, Алжиром і Нігером. Рух закликав все міжнародне співтовариство визнати новостворену державу. Ансар Дайн поставив під сумнів проголошення незалежності. Крім того, Африканський союз, Європейський союз не визнали незалежність Азаваду. Голова Африканського союзу Жан Пінг заявив, що декларація MNLA не має ваги. Представник зовнішньополітичного відомства ЄС Кетрін Ештон підкреслила прихильність до територіальної цілісності Малі.
Підсумки бойових дій січня-квітня 2012, 270 000 людей були змушені покинути свої місця проживання. Мавританія прийняла понад 56 тисяч біженців, Буркіна-Фасо — понад 46,000, Алжир — близько 30,000, а Нігер — більш 29,000. 107,000 малійцям залишалися в країні, але довелося залишити домівки. Були також проблеми з доставкою гуманітарної допомоги.
8 квітня 2011, в Тімбукту було створено Фронт національного визволення Азаваду (FNLA). Фронт мав 500 бійців. Угруповання на чолі з дезертиром армії Малі Husajna Choulama не пристали, а ні до MNLA, а ні до Ансар Дайн. FNLA є арабською міліцією, маючи на меті, мир і захист цивільних осіб від нападу туарегів.
Після проголошення незалежності, спалахнула суперечка між MNLA і ісламськими радикалами. Ансар Дайн стверджували, що їх метою є джихад, а не незалежність. Радикали ввели закони шаріату, і руйнували християнські костели. Крім того, з'явилась загроза, що Азавад стане домівкою ісламського фундаменталізму.
MNLA проголосило, що якщо міжнародне товариство визнає незалежність Азаваду, першопочатковим кроком буде війна з ісламістами. Нестабільністю в регіоні були стурбовані держави-члени ЕКОВАС, було розглянуто питання про організацію і відправити 2-3-тисячної армії втручання за для придушення туарезького повстання і наведення ладу в країні. Ініціатором вторгнення був Нігер, який у минулому боровся з туарезькими партизанами. Проти інтервенції був Алжир, через побоювання переселення туарегів-номадів на їх терен.

## Зміни на Малійській політичній сцені
26 квітня 2012 ЕКОВАС повідомив, що формує контингент чисельністю 3000 вояків, за для підтримки тимчасового малійського уряду, після того як, Амаду Саного підписав угоду про передачі влади цивільному уряду. Перед цим, 8 квітня 2012 року, повалений президент Амаду Тумані Туре, офіційно подав у відставку. 17 квітня 2012 прем'єр-міністром тимчасового уряду був призначений Шейк Модібо Діарра.
21 травня 2012 в результаті нападу протестувальників на президентський палац в Бамако, Dioncounda був побитий до втрати свідомості черепно-мозкову травму і був доставлений до лікарні. Троє нападників було вбито силами безпеки.
Після втрати контролю урядом в Бамако над містами півночі Малі, відбулося руйнування об'єктів, включених до Списку всесвітньої спадщини ЮНЕСКО. У травні 2012 року ісламісти знищили історичні могили в Тімбукту. Фундаменталісти також спалили церкви, які не були мечетями.

## Захоплення влади ісламістами в Азаваді
26 травня 2012, групи MNLA і Ансар Дайн оголосили про підписання спільної угоди. Було вирішено, що в Азаваді будуть введені закони шаріату. Обидві групи раніше працювали незалежно один від одного, захоплюючи північ Малі. MNLA просував ідею світської держави, на відміну від ісламістів. Після проголошення незалежності туареги навіть проголошували можливість боротьби проти ісламізму. Але раптом змінили свої вимоги, погодившись з ісламістами. Це підтвердило побоювання, що Азавад може стати основною базою для терористів в Африці.
Проте угода не набула чинності, і між двома групами розпочалися бої. Протягом місяця, після укладення договору, точилися бої між двома групами. 26 червня 2012 року, коли він був поранений у бою генеральний секретар MNLA, і 27 червня 2012 Ансар Дайн створила альянс з Аль-Каїдою в країнах ісламського Магриба (AQIM) і захопила Гао, колишню столицю Азаваду. У наступні дні захопили решту північних районів Малі, в тому числі Тімбукту і Кідалі. 28 червня 2012, радикали Тімбукту знищили щонайменше два мавзолеї суфійських святих, визнаних ЮНЕСКО пам'ятниками світової спадщини. Крім того, вони погрожували знищенням всіх 16 гробниць. Беручи приклад з афганських талібів, екстремісти вважають, що поклоніння гробницям є гріх. З цієї причини, безпілотники США в кінці червня 2012 року в перший раз бомбили конвої Аль-Каїди, у рейді загинули вісім терористів. Останнє місто під владаю MNLA, Ансого, було захоплено Ансар Дайн 12 липня 2012.
1 вересня 2012 Рух за єдність і джихад в Західній Африці взяли під контроль місто Дуентца, яке лежить на півдні Азаваду. Місто було контролем міліції «Ganda Iso» лояльна уряду в Бамако. MOJWA раніше підписали угоду з міліцією, але коли вони почали діяти самостійно, ісламісти оточили місто. Міліціанти здалися без бою і були роззброєні, ісламісти захопили місто, ввівши закони шаріату. Вояки MNLA відступили далі на південь.
Повстанці-туареги, що ведуть війну на півночі Малі проти урядових сил, яких підтримує французька армія, 24 січня 2013 року оголосили про свою готовність до переговорів про мирне вирішення конфлікту. «Ісламський рух Азавада», що раніше входив у широку коаліцію «Ансар ад-Дін», оголосив, що відкидає всі форми екстремізму і тероризму, а також збирається домагатися завершення війни дипломатичними методами.

## Підготовка до військової інтервенції в Азавад
У зв'язку з ситуацією, знову явилась пропозиція до іноземної інтервенції під егідою ЕКОВАС. Франція оголосила про свою готовність надати матеріально-технічну підтримку інтервенції. Про можливість інтервенції оголосив президент Франції Франсуа Олланд. Війська ЕКОВАС чекали на мандат ООН, але РБ ООН дала час до кінця липня 2012 малійським політикам до створення легітимного уряду. Проти втручання був капітан Амаду Саного і прем'єр-міністр Шейк Модібо Діарра і більшість малійського суспільства.
На початку вересня 2012 року президент Траоре звернувся з офіційним проханням до ЕКОВАС про військове вторгнення, за для приборкання півночі країни захопленої ісламісти. Ця новина була підтверджена президентом Кот-д'Івуара Алассан Уаттара, виконувач обов'язків голови ЕКОВАС. Діонкунда Траоре попросив надіслати поліцію, авіацію і п'ять піхотних батальйонів.
Президент Франсуа Олланд в жовтні 2012 року закликав до якнайшвидшої інтервенції проти ісламістів. Франція мала побоювання, що терористи з Азаваду, можуть здійснювати атаки, включаючи атаки на Європу. Після цього терористи здійснили невдалі напади на посольства Франції в Малі та Мавританії. Проте проблема виявилася вельми складна. На оснащення і навчання експедиційного корпусу треба багато часу, за для підготування інтервенції. На думку військових експертів, армії урядів Західної Африки вельми погано навчені і недисципліновані. Зокрема, це стосується нігерійської армії, де точиться боротьба з партизанами Боко Харам. Експерти попереджають, що захоплення міст Азавваду, може призвести до партизанської війни в пустелі.
За даними ООН, у доповіді за жовтень екстремісти Азіваду викрадали людей з метою викупу, здійснювали незаконний обіг наркотиків. Крім того, здійснювали купівлю з малозабезпечених сімей за $ 600 маленьких хлопчиків, з яких виховують вояків.
12 жовтня 2012 ООН дала африканським лідерам 45 днів, щоб розробити план втручання до Азаваду. 11 листопада 2012 керівники Економічного співтовариства західноафриканських держав затвердили на нараді в Абуджі, план звільнення північної частини Малі від повстанців контингентом у 5500 вояків з них 3300 з країн ЕКОВАС — з Малі, Нігерії, Нігера та Буркіна-Фасо. Крім того, в операції візьмуть участь більше двох тисяч вояків з інших африканських країн, ймовірно, від Південної Африки і Чаду, чиї армії мають досвід бойових дій в пустелі, також до операції в Малі залучать 200—400 інструкторів з Європи. Також задіють експедиційні корпуси ВПС США і Франції. Вся операція, як очікується, триватиме рік. План ЕКОВАС повинен бути затверджений Радою Безпеки ООН.

## Іноземне втручання
Окрім Франції, у збройний конфлікт на півоночі Малі втрутились інші держави. Німеччина оголосила про намір відправити до Малі два транспортні літаки Transall для логістичної підтримки африканських та французьких військ а також надати €1 млн гуманітарної допомоги. Міністерство оборони Бельгії направлило два військово-транспортні літаки С-130 та два вертольоти санітарної авіації. У регіоні проведення операції «Сервал» також будуть розміщені 75 бельгійських військових. Також до контр-терористичної операції проти бойовиків-ісламістів на сході Алжиру долучились Алжирські військові. Західноафриканські країни також оголосили намір перекинути близько 2 тисяч солдат на територію Малі до 26 січня. Республіка Чад відправить у Малі піхотний полк і два батальйони тилового забезпечення.

### Операція "Бархан"
Продовженням операції "Сервал" стала Операція "Бархан" (2013-2021), що поширилася, крім Малі, ще на чотири держави — Мавританія, Буркіна-Фасо, Нігер і Чад.
Виведення французьких військ здійснюватиметься у тісній координації зі збройними силами Малі та Багатопрофільною комплексною місією ООН зі стабілізації у Малі (МІНУСМА)